# Знаменка (маєток)
Знаменка (раніше також Знаменська миза, Знаменська дача) — колишня садиба на Петергофській дорозі (сучасна адреса — місто Петергоф, Санкт-Петербурзьке шосе, 115). Прилягає до парку «Олександрія» зі сходу. Із заходу прилягає маєток «Михайловка». З півночі обмежена Фінською затокою, з півдня — Петергофською дорогою. Займає площу 74 гектари. Територія парку відноситься також до державного природному заказнику регіонального значення Південне узбережжя Невської губи.

## Власники
- 1710 — стольник І. І. Ржевський
- 1755 — граф О. Розумовський
- 1771 — граф К. Розумовський
- 1787 — граф Андрій П. Шувалов
- генерал І. В. Мельгунов
- 1789 — сенатор Петро В. М'ятлєв
- 1835 — російська імператриця Олександра Федорівна Романова
- 1856 — великий князь Микола Миколайович Старший
- 1891 — великий князь Петро Миколайович Романов

Після Жовтневого перевороту у маєтку перебували радянські установи. З кінця 1970-х років у маєтку було розташовано пансіонат «Садиба Знаменка».

## Будівлі
При графі Олексії Розумовському у 1760-1770-х роках були споруджені 2-поверховий палац й церква святих апостолів Петра й Павла. Церква була зведена у 1771 році на місці старої дерев'яної (1722), проект в старовину приписувався Франческо Растреллі. За сенатора Мятлева надбудували третій поверх палацу. Сенатор був настільки прив'язаний до маєтку, що купив ще й іншу садибу на Петергофській дорозі, давши їй ім'я Ново-Знаменка. У 1835 році у спадкоємців М'ятлєва садибу придбав для своєї дружини російський імператор Микола I.
Перебудова палацу під керівництвом архітектора Андрія І. Штакеншнейдера почалася за великого князя Миколи Миколайовича. Були заново оформлені Грецький зал й Рафаелієва галерея. У 1857—1859 роках палац був ще раз повністю перебудований за проектом архітектора Геральд Боссе; на цей раз фасади й інтер'єри були виконані у стилі російського бароко. Одночасно (у 1853—1855) по проектам Боссе були побудовані стаєнний двір на 100 коней, кухонний корпус, будинок доглядача, оранжереї, 2 будинки садових майстрів, перебудовано храм. Храм святих апостолів Петра і Павла було також частково перебудовано у 1877 році. У 1867 році за проектом архітектора Миколи Л. Бенуа на Петергофській дорозі побудована каплиця преподобного Йосипа Співця.
Під час німецько-радянської війни у Знаменці були розташовані німецькі війська, маєток постраждав й здебільшого відновлений лише в 1970-х роках під керівництвом архітектора Михайла М. Плотникова. Проте стайні так й залишилися руїною, а церква Петра і Павла з каплицею Йосипа Співця відновлені були тільки у 1990-х.

## Парк
Знаменка є пам'ятником садово-паркового мистецтва XVIII—XIX сторіч. Садові майстри — Дж. Буш, Ерлер та інші. Парк поділяється на Верхній й Нижній сади. У посадках переважають листяні дерева. У Верхньому саду розташовані Великий й Малий ставки.

## Галерея

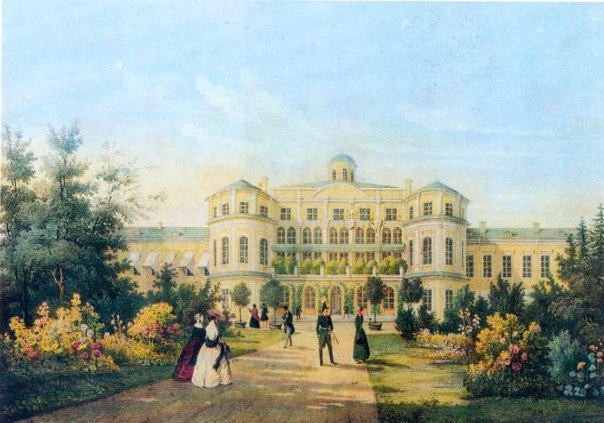
«Знаменський палац біля Петергофа». Літографія К. К. Шульца з оригіналу І. І. Мейєра. 1845.
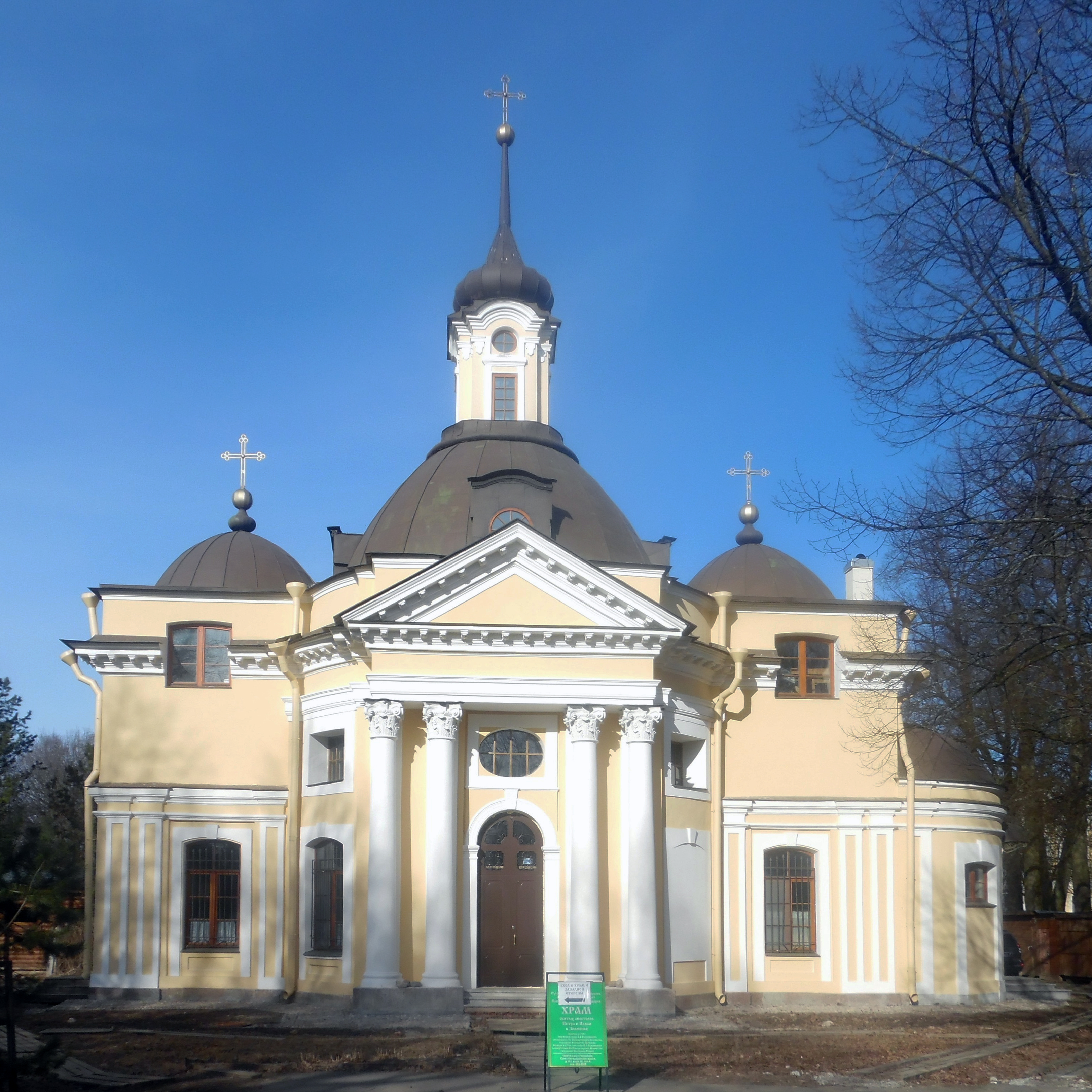
Церква Петра й Павла, найстаріший із діючих храмів Петергофа
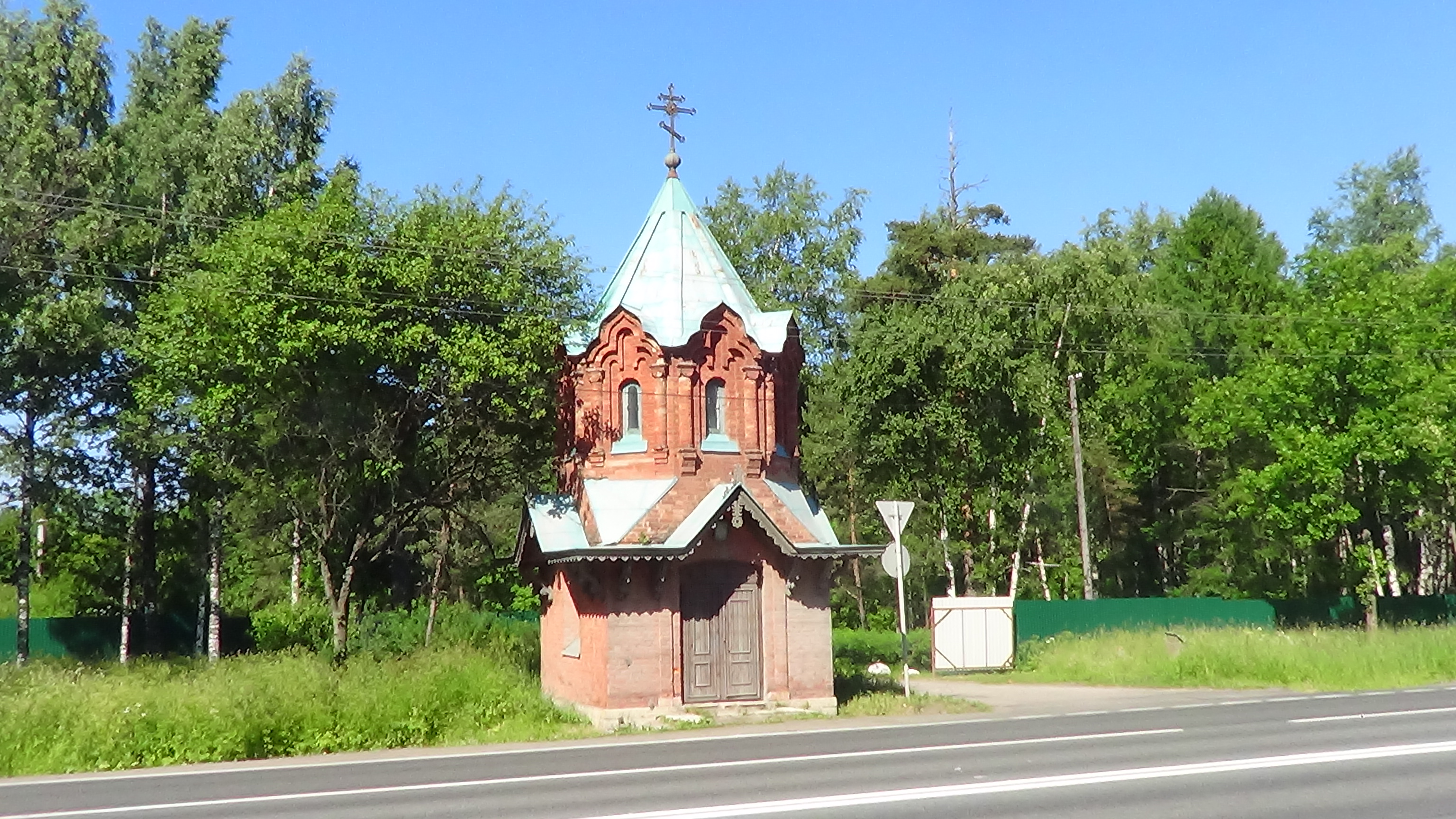
Каплиця Йосипа Співця, червень 2013
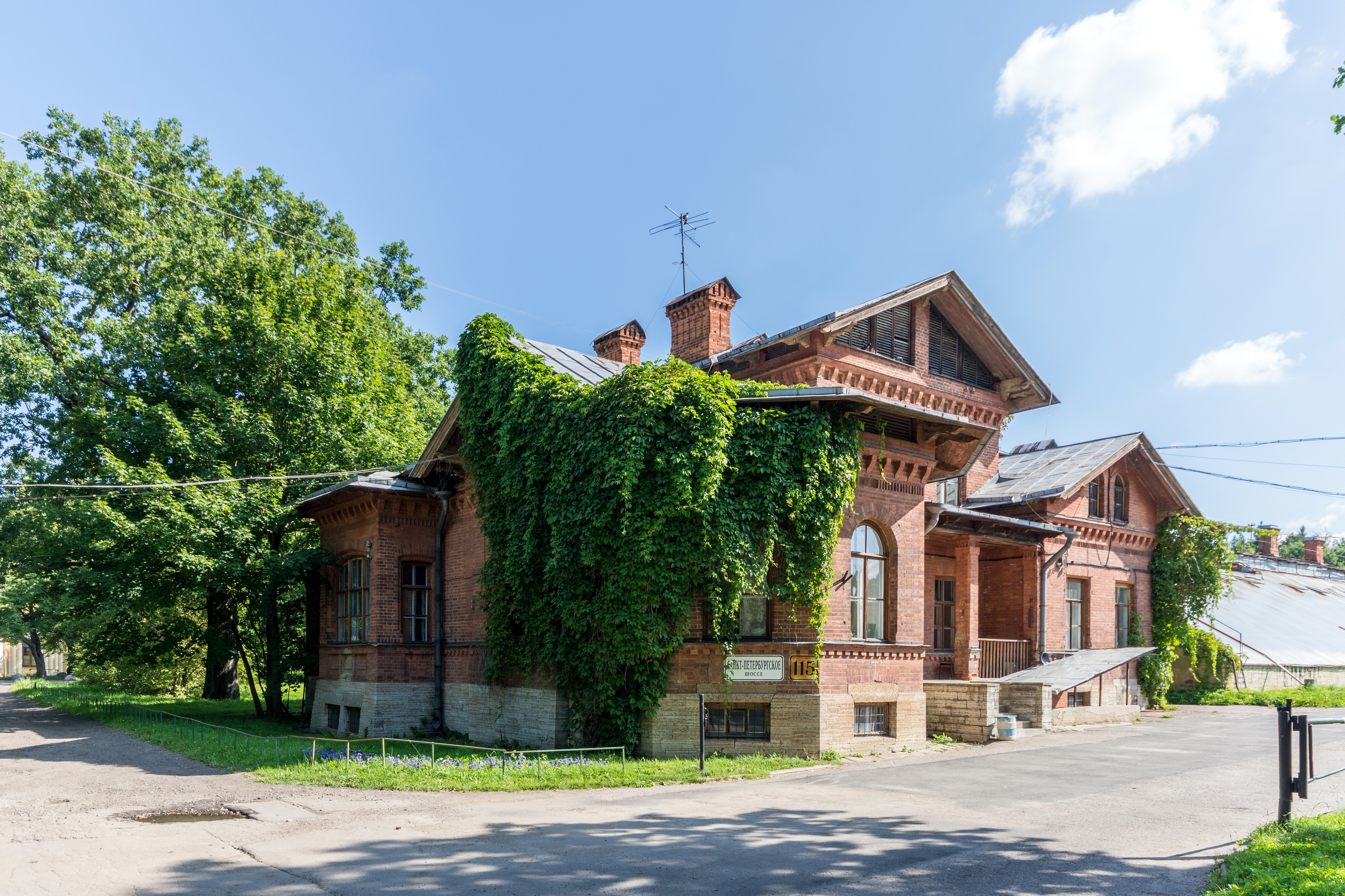
Будинок садових майстрів, серпень 2018
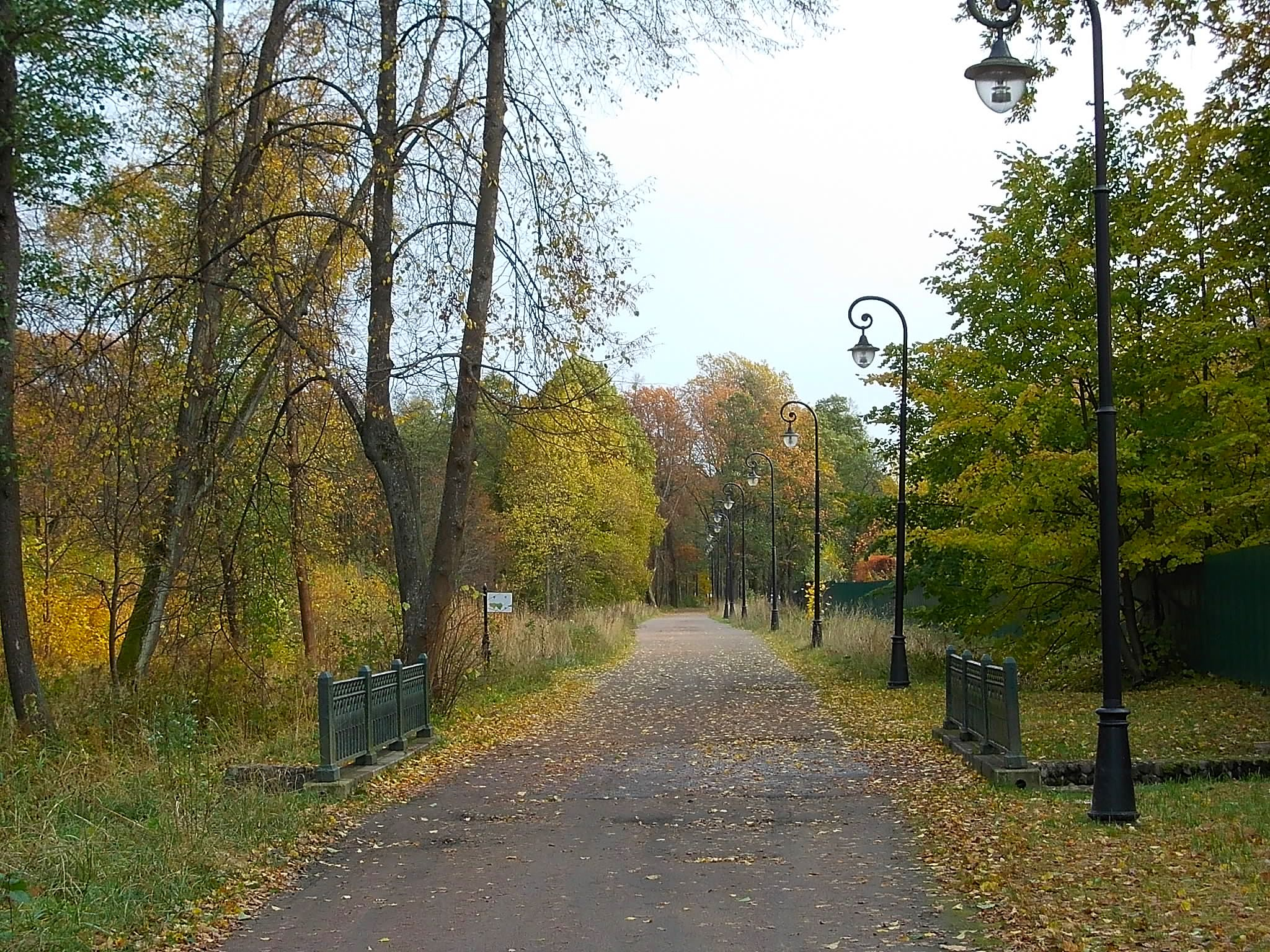
Нижня дорога у парку Знаменка